# Macrobunus
Macrobunidae (лат.) — род аранеоморфных пауков из семейства Macrobunidae клады Entelegynae. Включает 5 видов. До 2023 года трактовался в составе семейства Пауки-амауробииды.

## Описание
Мелкие пауки, длина от 3 мм у Macrobunus caffer до 7,8 мм у Macrobunus multidentatus. Встречаются в Южном полушарии: Аргентина, Чили и Южная Африка. Известно 5 видов. Myropsis Simon, 1898, сходный по названию с Myropsis Stimpson, 1871, был заменён на Macrobunus Роевером в 1955 году. В 2023 году Горно, Крюс, Кала-Рикельме, Монтана, Спанья, Балларин, Алмейда-Сильва и Эспозито пересмотрели классификацию и поместили его в семейство Macrobunidae. Charitonowia является излишним заменяющим названием. Таксон Olybrius был помещён в синонимику Лехтиненом в 1967 году.
- Macrobunus backhauseni (Simon, 1896) — Чили, Аргентина
  - Myro backhauseni Simon, 1896[8]
- Macrobunus caffer (Simon, 1898) — Южная Африка
  - Myro caffer Simon, 1898[9]
- Macrobunus chilensis (Simon, 1889) — Чили
  - Myro chilensis Simon, 1889[10]
- Macrobunus madrynensis (Tullgren, 1901) — Аргентина
  - Cicurina madrynensis Tullgren, 1901
- Macrobunus multidentatus (Tullgren, 1902) — Чили
  - Myro multidentata Tullgren, 1902